# 쿰메네우스 알부스
쿰메네우스 알부스(라틴어: Cummeneus Albus, 아일랜드어: Cumméne Find 쿰메너 핀드→백색의 쿰메너: ?-669년)는 이오나 수도원 수도원장이었다. 쿰메네우스의 수도원장 시기에 노섬브리아의 앵글로색슨인들이 게일식 부활절 날짜세기를 거부하기로 함으로써 게일인들은 린디스판 교회에 대한 통제권을 상실했다. 664년 마지막 게일인 린디스판 수도원장주교 스텔란 콜마누스가 주교직을 내려놓고 이오나 수도원으로 은퇴했다.
또한 쿰메네우스의 수도원장 재임 중에 『다루의 서』가 편찬되었다. 다만 이 책은 이름대로 이오나가 아니라 아일랜드 다루에서 편찬되었을 수도 있다. 쿰메네우스는 663년경 아일랜드를 방문했다.
또한 그는 콜룸바 히엔시스의 성인전을 저술했다.

## 참고 자료
- Sharpe, Richard, Adomnán of Iona: Life of St. Columba, (London, 1995)